# Nosodendron thompsoni
Nosodendron thompsoni är en skalbaggsart som beskrevs av Reichardt 1976. Nosodendron thompsoni ingår i släktet Nosodendron och familjen almsavbaggar. Inga underarter finns listade i Catalogue of Life.